# دریای شیلی

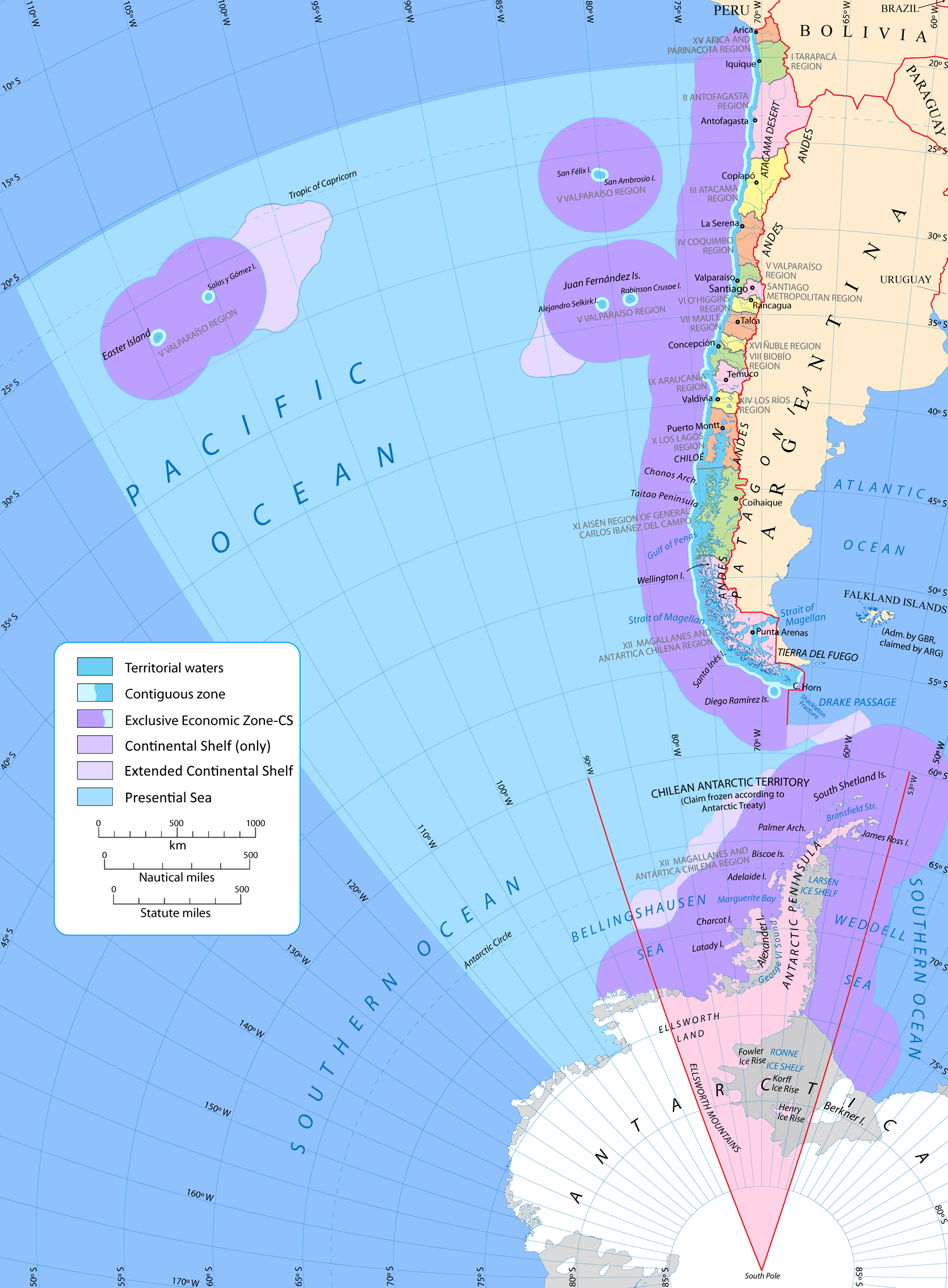

دریای شیلی (به اسپانیایی: Mar Chileno) بخشی از آب‌های اقیانوس آرام است که شیلی آن را به موجب فرمان شمارهٔ ۳۴۶ که در تاریخ ۴ ژوئن ۱۹۷۴ توسط وزارت امور خارجهٔ آن کشور صادر شد چنین نامید. این دریا آب‌های اطراف کرانه‌های ساحلی شیلی تا ۲۰۰ مایل دریایی به سمت غرب کشور و با در نظر گرفتن جزایر پولینزیایی ایستر و  سالائی گومز تا ۳۵۰ مایل دریایی را شامل می‌شود که دولت شیلی این آب‌ها را در حاکمیت خود دانسته و حقوقی انحصاری و ادعاهایی گوناگون بر آن‌ها دارد. با این وجود سازمان بین‌المللی نقشه‌برداری از آب‌های کرهٔ زمین این دریا را از لحاظ جغرافیایی یک دریای جداگانه نمی‌داند و دریای شیلی تنها دارای ابعاد حقوقی و سیاسی است. همچنین مرز آبی شمالی این دریا مورد مناقشه بین شیلی و پرو قرار دارد.